# Darrent Williams
Darrent Williams (Fort Worth, Texas, 1982. szeptember 27. – Denver, Colorado, 2007. január 1.) amerikai NFL-játékos volt. Cornerback poszton játszott a Denver Broncosban.

## Pályafutása

### Középiskolásként
Tanulmányait a O.D. Wyatt High Schoolban, Fort Worthben, Texasban végezte. Végzős diákként a 7-4A A Legértékesebb Védőjátékosa díjat nyerte el, köszönhetően annak, hogy öt interception-t ("ellopott" passz) szerzett, és ezek között akadt igen hosszú visszahordással járó is, a leghosszabb 54 yardos volt. Punt returnerként is játszott, átlagosan 30 yardot tudott visszafutni puntok után, és 4-et egészen touchdownig vitt.

## Főiskolán
Ezt követően Darrent Williams az Oklahomai Állami Egyetemre ment, itt továbbra is amerikaifutballozott. Négy évig cornerback poszton szerepelt. Az első évében tíz mérkőzésen játszott, a második félévben már kezdő volt. Másodévesként csapata minden mérkőzésén szerepelt.Jó szereplésének köszönhetően hamarosan az All Big 12 "álomcsapatba" nevezték. Utolsó évében csak hét mérkőzésen szerepelt, az utolsó három találkozót egy sérülés miatt kihagyta.

## Az NFL-ben
A draft második körében Williamst a Denver Broncos választotta. Első interception-jét 2005. november 13-án, az Oakland Raiders ellen szerezte. Utolsó mérkőzését a San Francisco 49ers ellen játszotta, ahol csapata kikapott. Erről a meccsről vállfájdalmak miatt a tervezettnél előbb el kellett mennie.

## Halála
Williamsre rálőttek, és megölték, mikor a szilveszteri ünnepséget követően megpróbált beszállni Hummer limuzinjába. A halál ténye Közép-Európai idő szerint 11 órakor vált bizonyossá. A vele tartó hölgyismerősét is agyonlőtték.